# 聖德米特里聖殿主教座堂

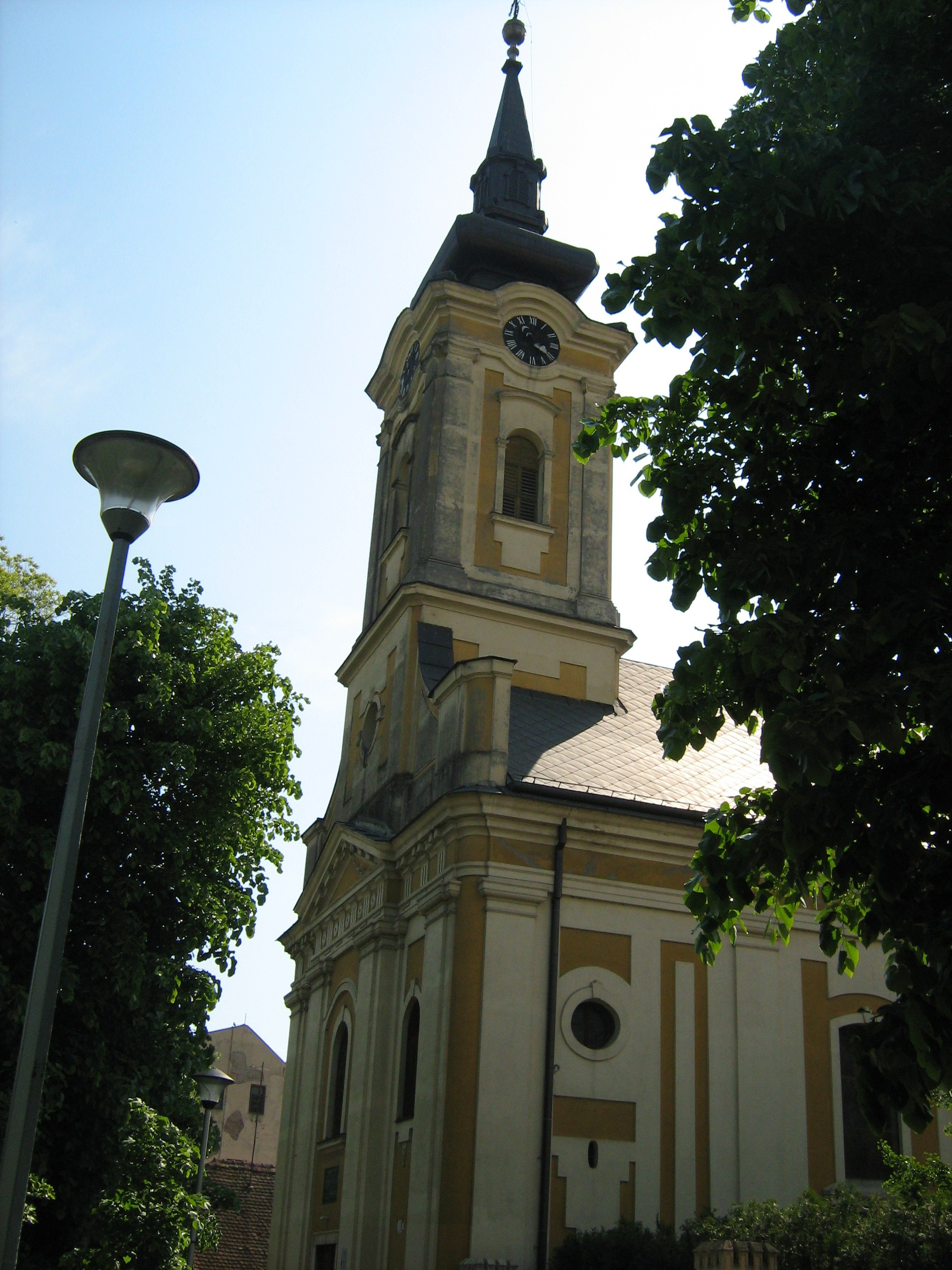
聖德米特里聖殿主教座堂

聖德米特里聖殿主教座堂是位於塞爾維亞北部城市斯雷姆斯卡米特羅維察的一座羅馬天主教的主教座堂。現在的教堂修建於1810年，奉獻於這一年的6月30日。